# Liste des monuments historiques protégés en 1876
Cet article recense les monuments historiques français classés en 1876.

## Protections
| Édifice                    | Commune | Département | Région    | Protection | Base Mérimée                         | Coordonnées                      | Image |
| -------------------------- | ------- | ----------- | --------- | ---------- | ------------------------------------ | -------------------------------- | ----- |
| Chapelle Sainte-Marguerite | Epfig   | Bas-Rhin    | Grand-Est | classé     | « PA00084704 », notice no PA00084704 | 48° 21′ 05″ nord, 7° 28′ 17″ est |       |